# بيري قوود
بيري قوود (هانغل: 베리굿) هي فرقة فتيات كورية جنوبية تشكلت من قبل Asia Bridge Entertainment في عام 2014. تتكون الفرقة حاليًا من جوهيون وسويول ودايي وسيهيونق وقوون، أصدروا أغنية لهم بعنوان رسالة حب في مايو 2014. 

## المفهوم
لا تمتلك فرقة بيري قوود مفهوم أساسي ثابت، تغير الفرقة مفهومها مع كل إصدار، بدأوا مسيرتهم المهنية مع اغاني الرقص، قبل إصدار أغنية «حبي الأول» الأولى في سبتمبر 2015. للترويج لـ «لا تصدق» في نوفمبر 2016، قمن بيري غوود بتغيير في التصميم والمفهوم لإخراج  صورة بناتية أنيقة ونقية.

## العضوات

### العضوات الحاليات
جوهيون (조현)
سويول (서율)
دايي (다예)
سيهيونق (세형)
قوون (고운)

### العضوات السابقات
- سوبين (수빈)
- ليرا (이라)
- نايون (나연)
- تايها (태하)

## وصلات خارجية
- بيري قوود (فرقة) على موقع IMDb (الإنجليزية)
- بيري قوود (فرقة) على موقع ميوزك برينز (الإنجليزية)
- بيري قوود (فرقة) على موقع أول ميوزيك (الإنجليزية)
- بيري قوود (فرقة) على موقع ديسكوغز (الإنجليزية)